# Yozgat (tỉnh)
Yozgat là một tỉnh miền trung Thổ Nhĩ Kỳ. Các tỉnh giáp ranh là: Çorum về phía tây bắc, Kırıkkale về phía tây, Kırşehir về phía tây nam, Nevşehir về phía nam, Kayseri về phía đông nam, Sivas về phía đông, Tokat về phía đông bắc, và Amasya về phía bắc. Tỉnh lỵ là Yozgat.

## Các quận, huyện
Yozgat được chia thành 14 đơn vị cấp huyện (tỉnh lỵ được bôi đậm):
- Akdağmadeni
- Aydıncık
- Boğazlıyan
- Çandır
- Çayıralan
- Çekerek
- Kadışehri
- Saraykent
- Sarıkaya
- Şefaatli
- Sorgun
- Yenifakılı
- Yerköy
- Yozgat